# Meall Beag
Meall Beag är en obebodd ö i Eddrachillis Bay i Highland, Skottland. Ön är belägen 8 km från Scourie.